# Thaumastoptera hynesi
Thaumastoptera hynesi är en tvåvingeart som beskrevs av Alexander 1964. Thaumastoptera hynesi ingår i släktet Thaumastoptera och familjen småharkrankar. Inga underarter finns listade i Catalogue of Life.